# Ermanno Wolf-Ferrari

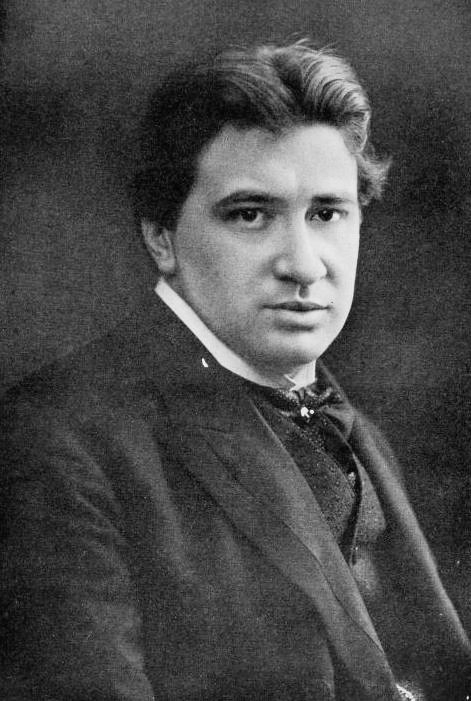
Ermanno Wolf-Ferrari in 1906

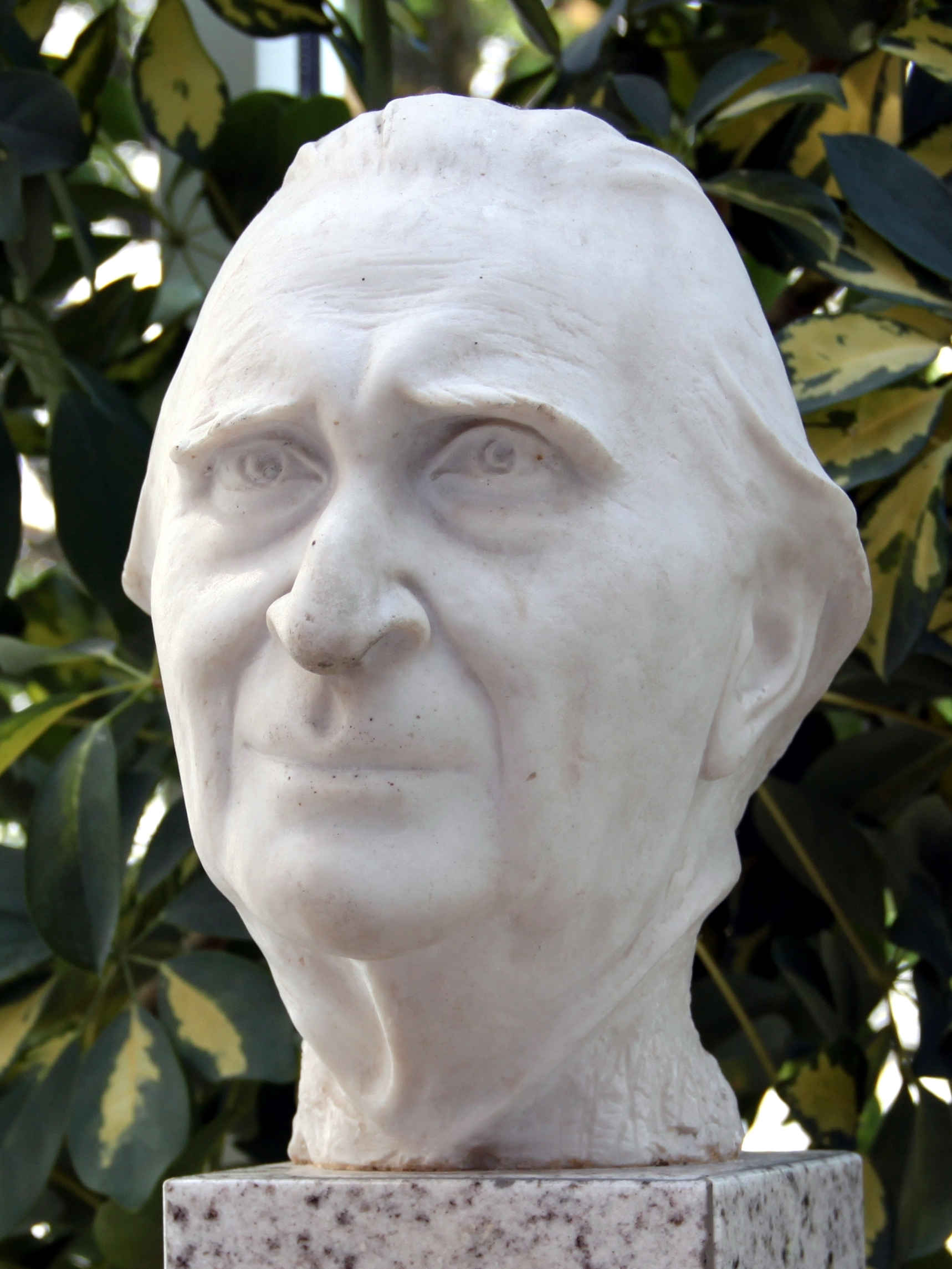
Ermanno Wolf-Ferrari (buste in het Wolf-Ferrari-Haus te Ottobrunn)

Ermanno Wolf-Ferrari (Venetië, 12 januari 1876 - aldaar, 21 januari 1948), was een Duits-Italiaans operacomponist.

## Biografie
Wolf-Ferrari wordt gerekend tot de Generazione dell'80, maar is een vreemde eend in de bijt van de Italiaanse muziekgeschiedenis. Zijn vader was de kunstschilder August Wolf, van Duitse afkomst, en zijn moeder, Emilia Ferrari, was van Italiaanse afkomst. Hij verkoos zich naar zijn beide ouders te vernoemen, Wolf-Ferrari dus.
Na te zijn begonnen als beeldend kunstenaar, koos hij voor een studie aan de Münchense Hochschule für Musik und Theater (1892-1895) bij Joseph Rheinberger.
Tijdens zijn studies in München componeerde hij zijn eerste werk, een serenade voor strijkers, die in 1895 ook aldaar uitgevoerd werd.
Snel populair geworden door zijn operasuccessen, woonde hij zowel in Duitsland als in Italië.
Toch waren de opera's die hij schreef typisch Italiaans, en gebaseerd op een veelal Italiaans libretto.
Waar Pietro Mascagni "de mist inging" met zijn Le Maschere (1901), wist Wolf-Ferrari feilloos de aansluiting te verkrijgen door het toenmalige commedia dell'arte te vertalen naar het 20e-eeuwse operatoneel.
De intentie van Mascagni was het traditionele commedia dell'arte, met zijn specifieke karakters en zijn formele regels en voorschriften te behouden, terwijl Wolf-Ferrari daarentegen de lijn trok naar het ontspannende volkstoneel van de oude Italiaanse komedie.
Voor zijn libretto's putte hij uit verscheidene bronnen, waarbij het hem niet uitmaakte of het nu een stuk was van de toneelschrijver en blijspeldichter Carlo Goldoni of een werk van Molière of Shakespeare.
Hij was koorleider in Milaan en in 1902 werd hij benoemd tot directeur van het Conservatorio Benedetto Marcello in Venetië (tot 1909) en wijdde zich in die periode in hoofdzaak aan het componeren.
Vanaf 1939 was hij professor aan de Universität für Musik und Darstellende Kunst "Mozarteum" Salzburg.
Omdat hij zich niet kon verenigen met de cultuurpolitiek van het Derde Rijk en de principes van de daarop volgende avant-garde, niet de zijne waren, trok hij zich terug en bracht zijn laatste jaren door in zijn geboortestad Venetië.

## Werken

### Opera's
- La Cerentola (1900)
- Le Donne Curiose (1903)
- I Quattro Rusteghi (1906).
- Il Segreto di Susanna (1909)
- Il gioielli della Madonna (1911)
- L'Amore medico (1913)
- Gli amanti sposi (1925)
- Das Himmelskleid (1927)
- Sly, oder Die Legende vom Wiedererweckten Schläfer (1927)
- Le vedova scaltra (1931)
- Il campiello (1936)
- La dama boba (1939)
- Gli Dei a Tebe (1943)

### Overige werken
- Orkestwerken
- Kamermuziek
- Pianomuziek
- Liederen
- Koorwerken